# Тектонски облици рељефа Нишке котлине
Тектонски облици рељефа Нишке котлине настали су током бурне геолошке прошлости процесима, који су захватили њено дно и обод, а манифестовали су се убирањем, најахивањем, раседањем и разламањем скоро свих слојева.

## Положај
Као посебна тектонска целина Југоисточне Србије Нишка котлина лежи лежи између: 
Шест планинских јединица — Селичевица, Сува планина, Сврљишке планине, Калафат, Попова глава и Мали Јастребац, 
Четири морфотектонске јединице — Селичевица и Попова глава, Сува планина и Калафат, Сврљишке планине, Мали Јастребац.

## Настанак тектонских облика рељефа
Вишефазни тектонски покрети довели су у Нишкој котлини слојева земљишта у скоро увек дискордантан положај, мада се примећује да код свих преовлађује нагиб ка југозападу. По томе, закључено је да се извор потисака за област Нишке котлине, највероватније налазио у рејону Малог Јастребца и Селичевице. Потисак је нарочито деловао за време алпског орогена када су под његовим дејством скоро сви старији слојеви јако поремећени, убрани, извијени или налегли једни на друге. Такође сматра се да је стварање Нишке котлинске области почело са бајкалским и каледонским да би се преко херцинских наставило и олигомиоценским покретима.
У морфотектонском склопу макрорељефа Нишке котлине, тектонски су предиспонирани и локални басени (јелашнички, студенски и светојовански) као и клисуре које их, као морфолошке споне, везују и одвајају.
| Географске јединице           | Карактеристике | Слика |
| ----------------------------- | --- | ----- |
| Мали Јастребац                | - Најзападнија структурне јединице Малог Јастребца прве су биле захваћен честим и јаким убирањима. - Ова ниска планина, са истока је ограничена Јужном Моравом, са севера током Турије и са запада Клисурском реком и превојем Грепца (који га издваја од Великог Јастребца). Једино је на јужној страни омеђена стрмим одсецима који се издижу изнад Суповца, Сечанице, Азбреснице. Тако уоквирен јастребац захвата површину приближно 132 km2. Највиша тачка на њој је Купињак – 946 m. Затим следе Љутићки крст, Црни врх, Зелени камен и Змијина глава. |       |
| Селичевица и Попова глава     | Selicevica.jpg - Тектонски припадају моравској навлаци односно Родопској маси, која је по К. Петковићу, убрана каледонском и херцинском орогенезом. - Попову главу од Селичевице одваја севернонишавски расед, а на запад је ограничена моравском и моравско-заплањском дислокацијом. - Селичевица се пружа од Јужне Мораве на југозападу до реке Кутине на североистоку, од града Ниша на северу, села Малошишта на северозападу, села Барбеш, Гркиња, Виландрица на југу, до општине Гаџин Хан на истоку. - Највиши врхови су Мала Ибровица и Велика тумба (903 m), а извори гравитирају ка сливовима Механе, Ћурлинске, Габровачке и Вукмановске реке.                                                                                |       |
| Сува планина и Калафат        | - Ове две једивнице које чине завршни део Курилова, су источно од моравско-заплањске дислокације и припадају унутрашњем кречњачком појасу источне Србије. - Сува планина, која се раније звала Куновица, простире се на дужини од 37 km, са највишим врхом Големи врх или Трем (1810 m). - Остали врхови су Соколов (1552 m), Колов камен (1361 m), Мосор (985 m) и други. - Шкрапе, вртаче и увале се налазе на крашкој заравни Валожје, 1300-1700 m надморске висине. - Има само два извора на простору од 50 km2, а пећине су слабо развијене. - У северном делу дубоко је усечена импозантна и јединствена долина Црвене реке (облук са подковичастим гребеном). - Ерозија је честа појава јер је планина највећим делом обешумљена. |       |
| Сврљишке планине              | - Оне чине обод Нишке котлине, које се судара са Родопском масом али структурно припада Источној зони млађих веначних планина. - На северу допиру до Сврљишког Тимока и њеног изворишног крака Манојличке реке, на југу до Нишаве, на истоку до Трговишког Тимока, Церовачке реке и Темске до ушћа, а на западу су ограничене Нишком котлином. - Захватају површину од 430 km2, са највишим врхом Зелени (1334 m). - Познати извори на овим планинама су Белојинска корита, Бакала, Звонарац, Студенац, Перишки кладенац, а врела су Преконошко, Белојинско, Црнољевачко, Округличко и Крупачко. |       |
| Сићевачка клисура             | - Она је морфолошки јединствена, композитна и полигенетска, 17 km дуга и дубока пробојница Нишаве, урезана у Куновичкој површи (580—900 m). - Између Суве планине, на југу и Сврљишких планина на северу, тектонски је предиспонирана. - Курвинградска сутеска, на крају јужног дела Нишке котлине, на сектору села Малошишта, везана је за старе раседне линије. |       |
| Курвинградска сутеска         | - Ова сутеска која се налази на крају јужног дела Нишке котлине, на сектору села Малошишта, везана је за старе раседне линије. |       |
| Јелашничка клисура            | - Пружа се током Јелашничке реке, и тектонски је заједно са њом предиспонирана. - Укупна дужина клисуре, почев од Чукљеника па до низводног моста, износи укупно 2 km. - Толико је уска да јој се вертикални одсеци на једном месту између Здравачког камена и Грђенице примичу на само 7-8 m. Због тога спада међу најлепше и најромантичније у југоисточној Србији. - Неки истраживачи сматрају да је некада представљала јединствену али разгранату пећину кроз коју је протицала Јелашничка река. |       |
| Првокутинска клисура          | - Она је мања морфолошка јединица која је изграђена на реци Кутини и због релативно мање дужине (10 km) све до 1976. године није издвајана из Заплањске области. - Простире се од села Тасковића на југоистоку и завршава се код Прве Кутине на северозападу. - Имајући у виду да повезује Гаџинханску котлиницу са Нишком котлином, има значајно место у науци јер чини геолошку, тектонску и геоморфолошку границу између система Родопске масе - Селичевица и Источне зоне млађих веначних планина - Сува планина. |       |
| Крављанско-миљковачка клисура | - Ова предеона јединица издваја се у северном подножју Калафата. - Карактерише се стрмим одсецима и местимично кањонским изгледом. - Као део долине Топоничке реке, предиспонирана је топоничко-јастребачким раседом. |       |

## Литертура
- Павловић А.М., Марковић Ђ.Ј. (1995.): Географске регије Југославије (Србија и Црна Гора), Савремена администрација, Београд
- Ристановић С. (1995.): Кроз Србију и Црну Гору, Београд
- Стаменковић С. (2001.): Географска енциклопедија насеља Србије, Београд
- Ћирић В.Ј. (1970.): Природно географске основе урбанизације Ниша – аналитичко студијски прилози урбанизацији града, Катедра за географију и историју више педагошке школе у Нишу, Ниш